# トーマス・ティーメ
トーマス・ティーメ（Thomas Thieme、1948年10月29日 - ）は、ドイツの俳優。

## 経歴
ソ連軍占領下のヴァイマルに生まれる。東ベルリンの国家演劇学院を卒業後、マクデブルク、ハレの劇団で活動。1981年、西ドイツへの出国申請を提出。さまざまな嫌がらせにあったが、1984年に「合法的に」西ドイツへの出国（亡命）が認められた。
1984年から1990年まで、フランクフルト・アム・マインの劇団で活動、クリストファー・マーロウの『エドワード2世』やシェイクスピアの『リア王』に出演。1990年にウィーンのブルク劇場に移籍し、ベルトルト・ブレヒトの『バアル』に出演。1993年‐1997年、ベルリンの「シャウビューネ・アム・レーニナー・プラッツ」に所属。1998年にウィーンに戻り、十八番のエドワード2世を演じる。翌年ハンブルクの「ドイチェス・シャウシュピールハウス」に移籍し、『リチャード三世』を演じてその年の最優秀舞台俳優に選ばれた。その他ヴァイマルで『ファウスト』『バアル』に出演。
舞台を中心としながらも映画出演、テレビ・シリーズへの出演も多い。

## 主な出演作品

### 映画
| 公開年 | 邦題 原題                                                     | 役名                   | 備考       |
| ------ | ------------------------------------------------------------- | ---------------------- | ---------- |
| 1996   | ゲート・オブ・ファイア Das Tor des Feuers                     |                        | テレビ映画 |
| 2000   | ヴァイラス・オブ・サンド Die Spur meiner Tochter              | フェリックス           | テレビ映画 |
| 2004   | ヒトラー 〜最期の12日間〜 Der Untergang                       | マルティン・ボルマン   |            |
| 2006   | 善き人のためのソナタ Das Leben der Anderen                    | ブルーノ・ハムプフ大臣 |            |
| 2008   | バーダー・マインホフ 理想の果てに 'Der Baader Meinhof Komplex | 裁判官                 |            |
| 2009   | ザ・ドア 交差する世界 Die Tür                                 | シギー                 |            |
| 2011   | コッホ先生と僕らの革命 Der ganz große Traum                   | Dr. ロマン・ボシュ     |            |
| 2015   | 帰ってきたヒトラー Er ist wieder da                           | テレビ局社長           |            |

### テレビドラマ
- バビロン・ベルリン Babylon Berlin (2017-2020)